# Joey McIntyre
Joseph Mulrey McIntyre (Needham, Massachusetts, 31 de diciembre de 1972), más conocido como Joe McIntyre o Joey McIntyre, es un cantante, compositor y actor estadounidense, conocido por ser el miembro más joven del grupo de pop New Kids on the Block.

## Biografía

### Familia y estudios
Nació en Needham, Massachusetts, en 1972 como el menor de los nueve hijos de Thomas McIntyre y Katherine Bowen, en una familia católica irlandesa-estadounidense. Sus hermanos son Judy (actriz), Alice, Susan, Tricia, Carol, con quien comparte el día de cumpleaños; Jean, Kate y Tommy.
Se casó el 9 de agosto de 2003 con su esposa Barrett Williams, con quien tiene tres hijos: Griffin Thomas (nacido el 20 de noviembre de 2007), Rhys Edward (nacido el 13 de diciembre de 2009) y Kira Katherine (nacida en Los Ángeles el 31 de mayo de 2011).
Creció en Jamaica Plain y estudió en la escuela privada para varones Catholic Memorial School, en West Roxbury. Es fan de los Boston Celtics, y corredor; suele participar en la maratón de Boston. El 15 de abril de 2013, cuando ocurrió un atentado, llegó a la meta unos minutos antes de que las bombas caseras estallasen.

### Carrera musical
Antes de cumplir 13 años, se unió a los New Kids on the Block (o NKOTB) en reemplazo de Jamie Kelly. Puesto que los otros cuatro miembros del grupo eran amigos de la escuela desde hacía tiempo, a Joe inicialmente le fue difícil encajar en el grupo. Los New Kids on the Block saltaron a la fama en 1988 con el sencillo «Please Don't Go Girl», una balada liderada por Joey McIntyre y pronto se convirtieron en uno de los grupos pop más famosos de aquella época. Tuvieron dos álbumes #1 en las listas del Billboard 200 y tres sencillos #1 en las listas del Billboard Hot 100. Vendieron más de 80 millones de discos en todo el mundo y fueron los artistas mejor pagados de 1990, derrotando a cantantes como Michael Jackson y Madonna y llenaron estadios y arenas noche tras noche. El grupo se separó en 1994.
En 1998 usó su dinero para grabar Stay the Same, su primer disco como solista, y lo vendió a través de su sitio web. Después llevó su primer sencillo homónimo a un DJ local de Boston y posteriormente fue tocado a nivel nacional en las radios. La combinación de las ventas del álbum por Internet y las reproducciones al aire del sencillo llevaron a McIntyre a firmar un contrato discográfico con Columbia Records, antigua casa disquera de los New Kids on the Block. El álbum fue certificado como disco de oro en Estados Unidos en 1999 por las ventas de más de medio millón de unidades. Los sencillos «Stay the Same» y «I Love You Came Too Late» alcanzaron las posiciones #10 y #53, respectivamente, en el Billboard Hot 100.
En 2001 lanzó Meet Joe Mac, su segundo álbum solista, pero no posicionó en las listas. El único sencillo liberado fue «Rain». En 2005 alcanzó la posición #44 en la lista de VH1 de "100 Greatest Kid Stars". En diciembre de 2006, formó parte de Dancing With the Stars - The Tour con el actor Joey Lawrence, Drew Lachey, Lisa Rinna y Harry Hamlin. En 2008 se reunió con su antiguo grupo New Kids on the Block, lanzaron un disco de grandes éxitos, un nuevo álbum de estudio y empezaron una gira mundial llamada New Kids on the Block: Live / Full Service Tour, donde agotaron las entradas de 12 conciertos y recaudaron cerca de 30 millones de dólares. En 2009 lanzó Here We Go Again, su sexto álbum solista, y su sencillo homónimo, disponibles en YouTube.com y en iTunes.
En 2011, Joey McIntyre y los New Kids on the Block se unieron a los Backstreet Boys para lanzar un disco de grandes éxitos y hacer una gira mundial, llamada NKOTBSB Tour. Además, ese mismo año participó en la película New Year's Eve.

## Discografía

### Con New Kids on the Block
- 1986: New Kids on the Block - #25 US (3× Platino), #6 UK (Plata)
- 1988: Hangin' Tough - #1 US (8× Platino), #1 UK (2× Platino)
- 1989: Merry, Merry Christmas - #9 US (2× Platino), #13 UK (Oro)
- 1990: Step by Step - #1 US (3× Platino), #1 UK (Platino)
- 1991: No More Games/The Remix Album - #19 US (Oro), #15 UK
- 1994: Face the Music - #37 US, #36 UK
- 2008: Greatest Hits - #22 US
- 2008: The Block - #2 US, #1 Canadá (Oro)
- 2011: NKOTBSB - #7 US, #6 Canadá
- 2013: 10 - #6 US, #8 Canadá

### Álbumes como solista
- 1999: Stay the Same - #49 US (Oro)
- 2001: Meet Joe Mac
- 2002: One Too Many: Live From New York
- 2004: 8:09 - #50 Top Independent Albums
- 2006: Talk to Me
- 2009: Here We Go Again
- 2011: Come Home for Christmas

| Año  | Álbum                                                                                                 | Máxima posición alcanzada | Máxima posición alcanzada | Máxima posición alcanzada | Máxima posición alcanzada | Certificaciones (umbral de ventas)                               |
| Año  | Álbum                                                                                                 | US                        | CAN                       | UK                        | NZ                        | Certificaciones (umbral de ventas)                               |
| ---- | --- | ------------------------- | ------------------------- | ------------------------- | ------------------------- | ---------------------------------------------------------------- |
| 1999 | Stay the Same - Lanzado: 16 de marzo de 1999 - Sello: Columbia Records                                | 49                        | —                         | —                         | —                         | - USA: Oro (500,000+) - Canadá: N/A - Ventas mundiales: 1 millón |
| 2001 | Meet Joe Mac - Lanzado: 15 de mayo de 2001 - Sello: Q Records / Atlantic Records                      | —                         | —                         | —                         | —                         | - USA: — - Canadá: — - Ventas mundiales: N/A                     |
| 2002 | One Too Many: Live From New York - Lanzado: 8 de octubre de 2002 - Sello: New Line Records / Bacouri  | —                         | —                         | —                         | —                         | - USA: 9,000+ - Canadá: — - Ventas mundiales: N/A                |
| 2004 | 8:09 - Lanzado: 27 de abril de 2004 - Sello: Sheridan Square Entertainment / Rykodisc / Artemis       | —                         | —                         | —                         | —                         | - USA: — - Canadá: — - Ventas mundiales: N/A                     |
| 2006 | Talk to Me - Lanzado: 20 de diciembre de 2006 - Sello: City Light / Mac Class Records                 | —                         | —                         | —                         | —                         | - USA: — - Canadá: — - Ventas mundiales: N/A                     |
| 2009 | Here We Go Again - Lanzado: 8 de diciembre de 2009 - Sello: Bowen Arrow Productions / Universal Music | —                         | —                         | —                         | —                         | - USA: — - Canadá: — - Ventas mundiales: N/A                     |
| 2011 | Come Home for Christmas - Lanzado: 29 de noviembre de 2011 - Sello: Bowen Arrow Productions           | —                         | —                         | —                         | —                         | - USA: — - Canadá: — - Ventas mundiales: N/A                     |

### Sencillos como solista
- 1999: "Stay the Same" - #10 U.S. (Oro), #14 Canadá, #31 Australia
- 1999: "I Love You Came Too Late" - #53 US
- 2000: "I Cried"
- 2001: "Rain"
- 2004: "L.A. Blue"
- 2004: "Dance Like That"
- 2009: "Here We Go Again"